# In the Absence of Pink
Az In the Absence of Pink a Deep Purple dupla koncertalbuma. A felvételt a BBC készítette az együttes hazatérése alkalmából a Knebworth Festival-on 1985. június 22-én, maga az album 1991-ben jelent meg. A koncerten előadott "Under the Gun" c. számot a BBC nem rögzítette – ez és a "Woman from Tokyo" rövid változata jelent eltérést a turné többi állomásán játszott számok és a CD anyaga között. (A turnén néha előadták a Chind in Time-t is, de Knebworth-ban nem.) A 'Difficult to Cure' Beethoven örömódájának a feldolgozása, először 1981-ben jelent meg Blackmore Rainbow együttesének Difficult to Cure című albumán.
A fesztiválon megállás nélkül esett az eső, emiatt szójátékkal később a Mudworth nevet kapta (mud = sár).

## Számok listája
1. lemez
1. "Highway Star" 6:57
2. "Nobody's Home" 4:08
3. "Strange Kind of Woman" 8:47
4. "Gypsy's Kiss" (Blackmore, Gillan, Glover) 6:20
5. "Perfect Strangers" (Blackmore, Gillan, Glover) 6:54
6. "Lazy" 7:03
7. "Knocking at your Back Door" (Blackmore, Gillan, Glover) 9:10

2. lemez
1. "Difficult to Cure" (Blackmore, Glover, Joe Lynn Turner) 9:23
2. "Space Truckin'" 14:49
3. "Speed King" 10:12
4. "Black Night" 6:43
5. "Smoke on the Water" 10:24

- Az összes szám Blackmore, Gillan, Glover, Lord, Paice szerzeménye, kivéve ahol más van jelezve.

## Előadók
- Ritchie Blackmore
- Ian Gillan
- Roger Glover
- Jon Lord
- Ian Paice